# Litoclasi
Il termine litoclasi indica in geologia strutturale diverse tipologie di fratture prodotte dalla rottura di masse rocciose sottoposte a forze tettoniche. Si parla di litoclasi, in opposizione alla diaclasi, quando le fratture coinvolgono intere pareti rocciose, o comunque strati rocciosi di consistente grandezza. 
La presenza di litoclasi non implica necessariamente l'azione di una faglia, la fratturazione potrebbe avvenire anche in seguito ad un riequilibrio di forze tensionali interne alla massa rocciosa. Sono fenomeni che avvengono più facilmente in rocce con comportamento geomeccanico rigido e fragile.